# Вильельм, Клэр
Клэр Вильельм (фр. Claire Wilhelm) — французский учёный в области биофизики, биомедицины и нанотехнологий. Ведущая научная сотрудница Национального центра научных исследований Франции. Развивает междисциплинарные исследования в области клеточной и тканевой биофизики, биоинженерии и наномедицины, используя магнитные наночастицы. Лауреат Бронзовой и Серебряной медалей Национального центра научных исследований.

## Биография
Окончила аспирантуру в 2002 году по биофизике и физике мягкого вещества под руководством Жан-Пьера Бакри в Университете Париж Дидро. Её диссертационное исследование заключалось в разработке внутриклеточного зонда, магнитной эндосомы, использующего естественные механизмы транспортировки молекул и наночастиц внутри клетки. После постдокторантуры в Институте Кюри Клэр Вильельм стала научным сотрудником Национального центра научных исследований в лаборатории Материи и сложных систем в Университете Париж Дидро. С момента начала самостоятельной работы Вильельм использовала свой опыт в манипулировании клетками с помощью магнитных эндосом. В 2013 году она стала ведущим исследователем в CNRS. С 2021 года глава группы NanoBioMag в отделении физической химии Института Кюри.
Основной областью её исследований является наномедицина, в частности поведение магнитных наночастиц в биологических средах. Исследования в рамках проектов ERC consolidator в 2014 году и ERC proof of concept 2021 году привели к разработке методов магнитного манипулирования живыми клетками, а также к созданию магнитных искусственных тканей. В 2021 году Клэр Вильельм получила новый грант на исследования, предлагающие комбинированное лечение рака путем применения нескольких стимулов к одной и той же наночастице, использование магнитных наночастиц в качестве фототермических инструментов и разработку внеклеточной инженерии везикул с использованием наночастиц и лекарств. Для контроля миграции клеток группа Клэр Вильельм разработала магнитный зонд, позволяющий создавать локальный градиент магнитного поля, достаточного для отклонения клеточного движения. Этот метод может быть использован в тканевой инженерии для восстановления дефицитных тканей в организме и избежания хирургического вмешательства.
Лауреат Бронзовой медали Национального центра научных исследований в 2011 году и приза Луи-Ансела Французского физического общества в 2014 году. В 2022 году она была награждена Серебряной медалью Национального центра научных исследований за исследования биомедицинских применений нанотехнологий.